# Múrom (Bélgorod)
|  | Per a altres significats, vegeu «Múrom». |

Múrom - Муром (rus) - és un poble de l'óblast de Bélgorod, a Rússia. El 2010 tenia 1.468 habitants. Pertany al districte (raion) de Xebékino.